# Campionati mondiali WDSF
Questa pagina raccoglie gli albi d'oro delle competizioni della World DanceSport Federation, organo della danza sportiva riconosciuto dal Comitato Olimpico Internazionale.

## Campionati del mondo Danze Standard Junior (Amatori)
| Edizione            | Oro                                     | Argento                                   | Bronzo                                    |
| ------------------- | --------------------------------------- | ----------------------------------------- | ----------------------------------------- |
| Alassio 2000        | Vaidotas Lacitis Pepino Rienzo          | Dmitry Krupnov Anna Savelieva             | Cosimo Caramia Antonella De Carolis       |
| Hardec Kralove 2001 | Alexander Muretov Olga Serpikova        | Justinas Duknauskas Jurgit Liangaudaite   | Tomas Rynes Zuzana Votrelova              |
| Chisinau 2002       | Oktavian Para Elena Cravciuc            | Maxim Kotlov Elena Uspenskaya             | Egor Abashkin Katya Kanevskaya            |
| Riga 2003           | Maxim Kotlov Elena Uspenskaya           | Donatas Vezelis Lina Chatkeviciute        | Domen Krapez Monica Nigro                 |
| Lloret de Mar 2004  | Nikita Brovko Natasha Kalshnik          | Andrea De Angelis Virginia Nocella        | Maxim Furtuna Xenia Spinu                 |
| Maribor 2005        | Nikita Brovko Natasha Kalshnik          | Francesco Galuppo Debora Pacini           | Anton Azanov Kateryna Isakovych           |
| Riga 2006           | Ronalds Abols Santa Vitenberga          | Luca Balestra Krizia Balestra             | Jacek Jeschke Wictoria Wior               |
| Mosca 2007          | Igor Kruglov Olga Shcherbina            | Yuri Soldatov Irina Gogoladze             | Cristian Radvan Tatiana Silvestrova       |
| Salou 2008          | Evgeny Kuzin Valeria Agikian            | Valts Liepnieks Daniela Diure             | Salvio Tubelli Carmen Palma               |
| Jyvaskyla 2009      | Valery Pavlov Karolina Maerskaya        | Arman Fazullin Marit Mets                 | Matteo Trincia Giulia Di Nardo            |
| Mosca 2010          | Nikita Doliuk Irina Kiriukhina          | Sergej Rožkov Marina Zakharova            | Vlad Pislariu Eszter Pop                  |
| Chisinau 2011       | Alexandru Birca Alina Milinceanu        | Sergaj Rožkov Marina Zakharova            | Evgeny Nikitin Anastasia Miliutina        |
| Mosca 2012          | Vladislav Kolesnikov Anna Isakovich     | Raul Faliboga Loredana Butea              | Viacheslav Samokhin Alina Karapetian      |
| Mosca 2013          | Dmitry Kulebakin Karina Nikolaeva       | Andrey Kovalev Natalia Karkach            | Werner-Robert Laaneots Laura-Liisa Lohmus |
| Riga 2014           | Pavel Zakharenko Maria Davydova         | Maxim Pughacev Kira Oxas                  | Kacper Czaika Oliwia Dolgopolova          |
| Chisinau 2015       | Dmitry Chelpanov Ksenia Voronenkova     | Glenn-Richard Boyce Alexandra Krivushkova | Vladislav Untu Alexandrina Olteanu        |
| Timisoara 2016      | Sebastian-Alin Zicoane-Heler Anca Copos | Kirill Morghacev Palina Baryshnikova      | Karolis Burneikis Izabele Sekaite         |
| Bratislava 2017     | German Pugachev Ariadna Tishova         | Ivan Reshetnikov Elizaveta Kharinova      | Dragos Cimbir Beatricia Rotaru            |
| Sibiu 2018          | Yaroslav Kiselek Sophia Philipchuk      | Egor Perepelisyn Maria Barykina           | Razvan-George Batranu Ana-Maria Dica      |
| Riga 2019           | Kirill Kurbatov Alexandra Revel-Muroz   | Luca-Teodor Butnaru Julia-Denisa Bidica   | Danila Zhuravlev Daria Tiktova            |
| 2020                | Edizione non disputata                  | Edizione non disputata                    | Edizione non disputata                    |
| Rishon Le Zion 2021 | Vladislav Sokolov Olga Borzova          | Nikita Kulpin Sofiia Surnakova            | Raphael Ilievsky Emmi Brener              |
| Sofia 2022          | Richards Krivnis Marija Golubeva        | Aleks Kostadinov Ivelina Karcheva         | Pranas Mitkus Juste Janciunaite           |
| Sibiu 2023          | Marius-Tiberiu Padurean Adelina Stanciu | Ygit Bayraktar Lukrecija Kuraite          | Matas Puplevicius Gabija Vilciuskaite     |
| Timisoara 2024      | Raul-Gabriel Radu Ioana Usvat           | Ygit Bayraktar Lukrecija Kuraite          | Ciprian Nucaru Alexandrina Martinova      |

## Campionati del mondo Danze Standard Youth (Amatori)
| Edizione         | Oro                                     | Argento                                 | Bronzo                                |
| ---------------- | --------------------------------------- | --------------------------------------- | ------------------------------------- |
| Kyiv 2000        | Misa Cigoj Anastazija Novojilova        | Denis Khadzhiev Yana Balabayeva         | Andrea Zaramella Letizia Ingrosso     |
| Barnbach 2001    | Marius Krukelis Kristina Valinaite      | Andrea Zaramella Letizia Ingrosso       | Vaidotas Lacitis Aurelija Griciute    |
| Mosca 2002       | Andrei Chubarev Veronika Vlasova        | Dmitri Krupnov Eugenia Elfimova         | Cosimo Caramia Antonella De Carolis   |
| Bydgoszcz 2003   | Alexandr Muretov Olga Serpikova         | Vaidotas Lacitis Paulina Glazik         | Cosimo Caramia Antonella De Carolis   |
| Shanghai 2004    | Alexandr Muretov Olga Serpikova         | Angelo D'Alonzo Cristina Cinosi         | Kamil Urbaniak Katarzyna Kapral       |
| Chisinau 2005    | Dumitru Doga Alexandra Malai            | Olegas Martiniuk Aiste Stragyte         | Vladimir Kondratyuk Maria Bakuta      |
| Wels 2006        | Nikita Brovko Olga Nikolaeva            | Imantas Joneckis Martina Mickute        | Ivan Novikov Margarita Kilmenko       |
| Ancona 2007      | Ivan Novikov Margarita Kilmenko         | Francesco Galuppo Debora Pacini         | Davide Mariani Debora Mancinelli      |
| Salou 2008       | Daniil Ulanov Anastasia Glazunova       | Francesco Galuppo Debora Pacini         | Jacek Jeschke Wiktoria Wior           |
| Riga 2009        | Igor Kruglov Olga Shcherbina            | Jacek Jeschke Wiktoria Wior             | Yuri Soldatov Irina Gogoladze         |
| Seoul 2010       | Igor Kruglov Olga Shcherbina            | Yuri Soldatov Irina Gogoladze           | Patrick Rucinski Ella Nusenbaun       |
| Riga 2011        | Artem Bronnikov Daria Grishko           | Evgeny Nikitin Dana Spitsyna            | Dmitri Kolobov Signe Busk             |
| Schladming 2012  | Evgeny Nikitin Dana Spitsyna            | Valery Pavlov Ekaterina Karashchuk      | Dominykas Granskas Kotryna Petrosiute |
| Brasov 2013      | Vlad Pislariu Eszter Pop                | Dominykas Granskas Kotryna Petrosiute   | Alexey Barkov Anna Grishchenko        |
| Chisinau 2014    | Evgeny Nikitin Anastasia Miliutina      | Madis Abel Aleksandra Galkina           | Daniil Rostvinschii Alexandrina Bicov |
| Rimini 2015      | Vladislav Kolsenikov Anna Isakovich     | Raul Faliboga Loredana Butea            | Andrea Roccatti Flaminia Iannone      |
| Kitakyushu 2016  | Paul Rednic Roxana Lucaciu              | Denis Gudovsky Megija-Dana Morite       | Yahor Boldysh Polina Mineeva          |
| Riga 2017        | Marco Bodini Kristina Charitonovaite    | Maxim Pugachev Kira Oxas                | Oleg Chzhen Alina Ageeva              |
| Kistelek 2018    | Sebastian-Alin Zicoane-Heler Anca Copos | Vladislav Untu Polina Baryshnikova      | Dmitry Chelpanov Yana Masharova       |
| Timisoara 2019   | Vladislav Untu Polina Baryshnikova      | Sebastian-Alin Zicoane-Heler Anca Copos | Ivan Reshetnikov Elizaveta Kharinova  |
| 2020             | Edizione non disputata                  | Edizione non disputata                  | Edizione non disputata                |
| Dresda 2021      | Yaroslav Kiselev Sofia Philipchuk       | Luca-Teodor Butnaru Julia-Denisa Bidica | Aleksey Bessonov Sarah-Sofie Barjabin |
| Zagabria 2022    | Serban-Constantin Clit Aurora Gioncada  | Luca-Teodor Butnaru Julia-Denisa Bidica | Edvardas Masero Gabija Lapseviciute   |
| Szombathely 2023 | Richards Krivnis Marija Golubeva        | Adria Hernandez Emilija Ulcinaite       | Jaime Martinez-Ibanez Emmi Brener     |
| Wuxi 2024        | Pranas Mitkus Juste Janciuniate         | Adria Hernandez Emilija Ulcinaite       | Neidas Lenkaitis Tamara Belenkaya     |

Il campionato del mondo Under 21 è stato introdotto dal 2012

## Campionati europei Danze Standard Under 21 (Amatori)
| Edizione          | Oro                                     | Argento                                   | Bronzo                                  |
| ----------------- | --------------------------------------- | ----------------------------------------- | --------------------------------------- |
| Mons 2012         | Artem Bronnikov Daria Grishko           | Patrick Rucinski Ella Nusenbaum           | Kirill Pavlov Olga Shcherbina           |
| Antwerpen 2013    | Evgeny Nikitin Dana Spitsyna            | Patrick Rucinski Ella Nusenbaum           | Dmitri Kolobov Signe Busk               |
| Rimini 2014       | Evgeny Nikitin Dana Spitsyna            | Evgeny Nikitin Anastasia Miliutina        | Vilius Jakas Gabriele Siriunaite        |
| Vancouver 2015    | Madis Abel Aleksandra Galkina           | Vilius Jakas Gabriele Siriunaite          | Winson Tam Anastasia Novikova           |
| Platja D'Aro 2016 | Evgeny Nikitin Anastasia Miliutina      | Mateusz Brzozowski Justyna Mozdzonek      | Evgeny Sveridonov Angelina Barkova      |
| Salaspils 2017    | Denis Gudovsky Megija-Dana Morite       | Paul Rednic Roxana Lucaciu                | Mateusz Brzozowski Justyna Mozdzonek    |
| Timisoara 2018    | Paul Rednic Roxana Lucaciu              | Marco Bodini Kristina Charitonovaite      | Tiberiu-Florin Stan Daria Grigore       |
| Bilbao 2019       | Marco Bodini Kristina Charitonovaite    | Tiberiu-Florin Stan Daria Grigore         | Matteo Algeri Giada Nigriello           |
| 2020              | Edizione non disputata                  | Edizione non disputata                    | Edizione non disputata                  |
| Rotterdam 2021    | Ivan Reshetnikov Elizaveta Kharinova    | Vladislav Untu Polina Baryshnikova        | Sebastian-Alin Zicoane-Heler Anca Copos |
| Elblag 2022       | Cosmin Lupoaie Alessia-Ioana Morariu    | Laurynas Makarovas Kotryna Ambrazeviciute | Sebastiano Grande Moorea Farinaccio     |
| Salspils 2023     | Aleksey Bessonov Sarah-Sofie Barjabin   | Luca-Teodor Butnaru Julia-Denisa Bidica   | Yaroslav Kiselev Sofia Filipchuk        |
| Wuhan 2024        | Luca-Teodor Butnaru Julia-Denisa Bidica | Serban-Costantin Cit Aurora Gioncada      | Maxim Zhilenkov Alua Kargabaeva         |

## Campionati del mondo Danze Standard (Amatori)
| Edizione        | Oro                                 | Argento                             | Bronzo                              |
| --------------- | ----------------------------------- | ----------------------------------- | ----------------------------------- |
| Bratislava 2000 | Jonathan Crossley Kylie Jones       | Roberto Villa Michelle Barry        | Mirko Gozzoli Alessia Betti         |
| Miami 2001      | Jonathan Crossley Kylie Jones       | Mirko Gozzoli Alessia Betti         | Brian Eriksen Marianne Eihilt       |
| Espoo2002       | Mirko Gozzoli Alessia Betti         | Domenico Soale Gioia Cerasoli       | Arunas Bizokas Edita Daniute        |
| Vienna 2003     | Mirko Gozzoli Alessia Betti         | Domenico Soale Gioia Cerasoli       | Arunas Bizokas Edita Daniute        |
| Vilnius 2004    | Domenico Soale Gioia Cerasoli       | Arunas Bizokas Edita Daniute        | Sascha karabev Natasha Karabev      |
| Krefeld 2005    | Domenico Soale Gioia Cerasoli       | Sascha Karabev Natasha Karabev      | Arunas Bizokas Edita Daniute        |
| Aarhus 2006     | Paolo Bosco Silvia Pitton           | Sascha karabev Natasha Karabev      | Benedetto Ferruggia Claudia Koehler |
| Mosca 2007      | Paolo Bosco Silvia Pitton           | Benedetto Ferruggia Claudia Koehler | Andrea Ghigiarelli Sara Andracchio  |
| Vienna 2008     | Paolo Bosco Silvia Pitton           | Benedetto Ferruggia Claudia Koehler | Andrea Ghigiarelli Sara Andracchio  |
| Aarhus 2009     | Benedetto Ferruggia Claudia Koehler | Andrea Ghigiarelli Sara Andracchio  | Emanuel Valeri Tania Kehlet         |
| Wetzlar 2010    | Benedetto Ferruggia Claudia Koehler | Emanuel Valeri Tania Kehlet         | Simone Segatori Annette Sudol       |
| Mosca 2011      | Emanuel Valeri Tania Kehlet         | Benedetto Ferruggia Claudia Koehler | Simone Segatori Annette Sudol       |
| Melbourne 2012  | Benedetto Ferruggia Claudia Koehler | Emanuel Valeri Tania Kehlet         | Simone Segatori Annette Sudol       |
| Kiev 2013       | Emanuel Valeri Tania Kehlet         | Simone Segatori Annette Sudol       | Dmitry Zharkov Olga Kulikova        |
| Vienna 2014     | Simone Segatori Annette Sudol       | Dmitry Zharkov Olga Kulikova        | Evaldas Sodeika Ieva Zukauskaite    |
| Vilnius 2015    | Dmitry Zharkov Olga Kulikova        | Simone Segatori Annette Sudol       | Evaldas Sodeika Ieva Zukauskaite    |
| Aarhus 2016     | Dmitry Zharkov Olga Kulikova        | Simone Segatori Annette Sudol       | Evaldas Sodeika Ieva Zukauskaite    |
| Chengdu 2017    | Dmitry Zharkov Olga Kulikova        | Simone Segatori Annette Sudol       | Evaldas Sodeika Ieva Zukauskaite    |
| Vienna 2018     | Dmitry Zharkov Olga Kulikova        | Evaldas Sodeika Ieva Zukauskaite    | Francesco Galuppo Debora Pacini     |
| Vilnius 2019    | Evaldas Sodeika Ieva Zukauskaite    | Francesco Galuppo Debora Pacini     | Evgeny Moshenin Dana Spitsyna       |
| 2020            | Edizione non disputata              | Edizione non disputata              | Edizione non disputata              |
| Brno 2021       | Evaldas Sodeika Ieva Zukauskaite    | Francesco Galuppo Debora Pacini     | Alexey Glukhov Anastasia Glazunova  |
| Rimini 2022     | Francesco Galuppo Debora Pacini     | Evaldas Sodeika Ieva Zukauskaite    | Tomas Fainsil Violeta Fainsil       |
| Wuxi 2023       | Evaldas Sodeika Ieva Zukauskaite    | Tomas Fainsil Violeta Fainsil       | Rares Cojoc Andreaa Matei           |
| Leipzig 2024    | Alexey Glukhov Anastasia Glazunova  | Rares Cojoc Andreaa Matei           | Tomas Fainsil Violeta Fainsil       |

## Campionati del mondo Danze Standard Senior I (Amatori)
| Edizione            | Oro                                    | Argento                                | Bronzo                                  |
| ------------------- | -------------------------------------- | -------------------------------------- | --------------------------------------- |
| Amsterdam 2000      | Hans-Jurgen Burger Ulrike Burger       | Domizio Giovannini Annalisa Baldo      | Kevin Milward Christine Milward         |
| Torino 2001         | Domizio Giovannini Annalisa Baldo      | Michael Lindner Beate Lindner          | Giampietro Calderaro Marilena Ferriani  |
| Liegi 2002          | Domizio Giovannini Annalisa Baldo      | Michael Lindner Beate Lindner          | Kevin Milward Christine Milward         |
| Usti Nab Laden 2003 | Volker Schmidt Ellen Jonas             | Slawek Lukawczyk Edna Klein            | Michael Lindner Beate Lindner           |
| Antwerpen 2004      | Volker Schmidt Ellen Jonas             | Slawek Lukawczyk Edna Klein            | Stefano Bernardini Stefania Martellini  |
| Wetzlar 2005        | Volker Schmidt Ellen Jonas             | Slawek Lukawczyk Edna Klein            | Maurizio Meoni Gianna Boccardi          |
| Antwerpen 2006      | Slawek Lukawczyk Edna Klein            | Stefano Bernardini Stefania Martellini | Vladimir Shcherbakov Natalia Ovcharenko |
| Mislata 2007        | Stefano Bernardini Stefania Martellini | Slawek Lukawczyk Edna Klein            | Maurizio Meoni Gianna Boccardi          |
| Antwerpen 2008      | Stefano Bernardini Stefania Martellini | Slawek Lukawczyk Edna Klein            | Giovanni Petrosino Antonietta Vitolo    |
| Kingston 2009       | Slawek Lukawczyk Edna Klein            | Stefano Bernardini Stefania Martellini | Tassilo Lax Sabine Lax                  |
| Dresden 2010        | Stefano Bernardini Stefania Martellini | Tassilo Lax Sabine Lax                 | Slawek Lukawczyk Edna Klein             |
| Antwerpen 2011      | Tassilo Lax Sabine Lax                 | Stefano Bernardini Stefania Martellini | Marcello Daga Marina Pau                |
| Antwerpen 2012      | Tassilo Lax Sabine Lax                 | Stefano Bernardini Stefania Martellini | Marcello Daga Marina Pau                |
| Dresden 2013        | Stefano Bernardini Stefania Martellini | Tassilo Lax Sabine Lax                 | Zdenek Pribyl Lenka Pribylova           |
| Rimini 2014         | Christian Bono Elena Bono              | Stefano Bernardini Stefania Martellini | Zdenek Pribyl Lenka Pribylova           |
| Praga 2015          | Christian Bono Elena Bono              | Michal Mladek Sarka Hesova             | Thorsten Zirm Sonia Schwarz             |
| Boston 2016         | Christian Bono Elena Bono              | Michal Mladek Sarka Hesova             | Csongor Balogh Anita Szabo              |
| Kistelek 2017       | Csongor Balogh Anita Szabo             | Dmitry Vorobiev Oxana Skripnik         | Ronald Pux Sabine Pux                   |
| Miami 2018          | Fabian Wendt Anne Steinmann            | Corentin Normand Laura Lozingue        | Silviu-Adrian Nedelcu Nicoleta Nedelcu  |
| Berlino 2019        | Dmitry Vorobiev Oxana Skripnik         | Fabian Wendt Anne Steinmann            | Corentin Normand Laura Lozingue         |
| Antwerpen 2020      | Dmitry Vorobiev Oxana Skripnik         | Fabian Wendt Anne Steinmann            | Martin Schmiel Carolin Schmiel          |
| Rotterdam 2021      | Martin Schmiel Carolin Schmiel         | Fabian Wendt Anne Steinmann            | Serhii Shulha Olha Shulha               |
| Sibiu 2022          | Manuel Guidotti Silvia Mariotti        | Fabian Wendt Anne Steinmann            | Michael Carlini Elisa Morganti          |
| Bremen 2023         | Manuel Guidotti Silvia Mariotti        | Fabian Wendt Anne Steinmann            | Alexander Voges Laura-Christin Voges    |
| Kosice 2024         | Manuel Guidotti Silvia Mariotti        | Stefano Manni Tatiana Manni            | Razvan-Dorin Galban Anna Drukarova      |

Dal 2006 viene introdotta la distinzione in Senior I e Senior II

## Campionati del mondo Danze Standard Senior II (Amatori)
| Edizione          | Oro                                    | Argento                                | Bronzo                                |
| ----------------- | -------------------------------------- | -------------------------------------- | ------------------------------------- |
| Monza 2006        | Bernd Kiefer Monika Kiefer             | Fabio Pilon Maddalena Merelli          | Walter Valenta Irmtraud Maurer        |
| Liege 2007        | Fabio Pilon Maddalena Merelli          | Bernd Kiefer Monika Kiefer             | Bernd Farwick Petra Voosholz          |
| Liege 2008        | Michael Lindner Beate Lindner          | Walter Valenta Irmtraud Maurer         | Bernd Farwick Petra Voosholz          |
| Platja D'Aro 2009 | Michael Lindner Beate Lindner          | Walter Valenta Irmtraud Maurer         | Roberto Destri Giuseppina Lentini     |
| Sitges 2010       | Michael Lindner Beate Lindner          | Heinz-Josef Bickers Aurelia Bickers    | Giovanni-Arnaldo Ciotti Annalisa Risi |
| Mallorca 2011     | Heinz-Josef Bickers Aurelia Bickers    | Daniele Druda Monica Benato            | Carlo-Wilmer Righero Manuela Traversi |
| Cambrils 2012     | Heinz-Josef Bickers Aurelia Bickers    | Carlo-Wilmer Righero Manuela Traversi  | Michael Lindner Beate Lindner         |
| Calvia 2013       | Heinz-Josef Bickers Aurelia Bickers    | Carlo-Wilmer Righero Manuela Traversi  | Moreno Carnelli Michela Saggiorato    |
| Vancouver 2014    | Carlo-Wilmer Righero Manuela Traversi  | Pierre Payen Isabelle Reyjal           | Tiit Hindpere Ene Hindpere            |
| Rimini 2015       | Stefano Bernardini Stefania Martellini | Alberto Belometti Barbara Pini         | Gert Faustmann Alexandra Kley         |
| Antalya 2016      | Alberto Belometti Barbara Pini         | Stefano Bernardini Stefania Martellini | Pierre Payen Isabelle Reyjal          |
| Antwerpen 2017    | Pierre Payen Isabelle Reyjal           | Gert Faustmann Alexandra Kley          | Alberto Belometti Barbara Pini        |
| Olomouc 2018      | Alberto Belometti Barbara Pini         | Stefano Bernardini Stefania Martellini | Slawek Lucawczyk Janine-Nicole Desai  |
| Toronto 2019      | Thorsten Zirm Sonja Schwarz            | Horace Fenghua-Hu Agnes Xiaoguang-Yuan | Slawek Lucawczyk Janine-Nicole Desai  |
| 2020              | Edizione non disputata                 | Edizione non disputata                 | Edizione non disputata                |
| Rotterdam 2021    | Gatis Simsons Julija Simsone           | Gert Faustmann Alexandra Kley          | Manuele Marinozzi Sara Romagnoli      |
| Rimini 2022       | Manuele Marinozzi Sara Romagnoli       | Gatis Simsons Julija Simsone           | Lionel Lepreux Charloette Milleville  |
| Bremen 2023       | Ruben Viciana-Lopez Eva Moya           | Tomas Rinmkus Nerija Surblyte          | Gatis Simsons Julija Simsone          |
| Rotterdam 2024    | Ruben Viciana-Lopez Eva Moya           | Gatis Simsons Julija Simsone           | Tomas Rinmkus Nerija Surblyte         |
| Blackpool 2025    | Serhii Shulha Olha Shulha              | Tomas Rinmkus Nerija Surblyte          | Gatis Simsons Julija Simsone          |

Il campionato del mondo di Danze Standard Senior III viene introdotto nel 2011

## Campionati del mondo Danze Standard Senior III (Amatori)
| Edizione          | Oro                                | Argento                                 | Bronzo                                   |
| ----------------- | ---------------------------------- | --------------------------------------- | ---------------------------------------- |
| Mons 2011         | Jouko Leppala Helja Leppala        | Vitam Kodelja Barbara Kodelja           | Bernd Kiefer Monika Kiefer               |
| Mallorca 2012     | Jouko Leppala Helja Leppala        | Vitam Kodelja Barbara Kodelja           | Bruno Lazzareschi Ida Zotta              |
| Antwerpen 2013    | Vitam Kodelja Barbara Kodelja      | Jouko Leppala Helja Leppala             | Jari Redsven Anne Redsven                |
| Madrid 2014       | Michael Lindner Beate Lindner      | Jouko Leppala Helja Leppala             | Jari Redsven Anne Redsven                |
| Antwerpen 2015    | Michael Lindner Beate Lindner      | Jouko Leppala Helja Leppala             | Jari Redsven Anne Redsven                |
| Rimini 2016       | Michael Lindner Beate Lindner      | Jouko Leppala Helja Leppala             | Jari Redsven Anne Redsven                |
| Miami 2017        | Michael Lindner Beate Lindner      | Jari Redsven Anne Redsven               | Jouko Leppala Helja Leppala              |
| Olomouc 2018      | Moreno Carnelli Michela Saggiorato | Michael Lindner Beate Lindner           | Bernd Farwick Petra Voosholz             |
| Bilbao 2019       | Moreno Carnelli Michela Saggiorato | Thomas Schmidt Susanne Schmidt          | Aldo Mazzi Roberta Pisacane              |
| 2020              | Edizione non disputata             | Edizione non disputata                  | Edizione non disputata                   |
| Cagliari 2021     | Moreno Carnelli Michela Saggiorato | Armando Nespoli Natlia Gualandris       | Thomas Schmidt Susanne Schmidt           |
| Rotterdam 2022    | Gert Faustmann Alexandra Kley      | Slawek Lukawczyk Janine-Nicole Desai    | Jordi Myral-Esteban Eva Aguilera-Llobera |
| Platja d'Aro 2023 | Gert Faustmann Alexandra Kley      | Slawek Lukawczyk Janine-Nicole Desai    | Jordi Myral-Esteban Eva Aguilera-Llobera |
| Bremen 2024       | Gert Faustmann Alexandra Kley      | Massimiliano Ferrini Elisabetta Galilei | Fiorenzo Fortin Marianna Voltan          |

Dal 2014 viene inserita anche La categoria Senior IV di Danze Standard.

## Campionati del mondo Danze Standard Senior IV (Amatori)
| Edizione            | Oro                                 | Argento                             | Bronzo                              |
| ------------------- | ----------------------------------- | ----------------------------------- | ----------------------------------- |
| Calvia 2014         | Luca D'Andrea Regina Scerrato       | Angelo Brusca Enrica Aldè           | Nobuo Hayashi Tamiko Hayashi        |
| Tilburg 2015        | Luciano Ceruti Rosa-Nuccia Cappello | Bram Stelling Ans Stelling          | Alessandro Barbone Patrizia Flamini |
| Antwerpen 2016      | Luciano Ceruti Rosa-Nuccia Cappello | Alessandro Barbone Patrizia Flamini | Angelo Brusca Enrica Aldè           |
| Pieve di Cento 2017 | Luciano Ceruti Rosa-Nuccia Cappello | Alessandro Barbone Patrizia Flamini | Nicholas Nero Anna-Maria Arzenton   |
| Nagano 2018         | Renato Sibillo Anna Cartini         | Luciano Ceruti Rosa-Nuccia Cappello | Vittorio Guida Fortuna Canta        |
| Antwerpen 2019      | Luciano Ceruti Rosa-Nuccia Cappello | Renato Sibillo Anna Cartini         | Vittorio Guida Fortuna Canta        |
| 2020                | Edizione non disputata              | Edizione non disputata              | Edizione non disputata              |
| Cagliari 2021       | Roberto Furlan Daniela Sattin       | Jouko Leppala Helja Leppala         | Renato Sibillo Anna Cartini         |
| Platja d'Aro 2022   | Michael Pauser Claudia Molecz       | Roberto Furlan Daniela Sattin       | Stefano Proietti Marina Ischiboni   |
| Rotterdam 2023      | Roberto Furlan Daniela Sattin       | Michael Pauser Claudia Molecz       | David Getchell Allison Gonzalez     |
| Vienna 2024         | Michael Pauser Claudia Molecz       | Takeki Matsumura Eiko Matsumura     | Valter Miccoli Marinella Giammarino |

## Campionati del mondo Show Dance Standard Adulti (Amatori)
| Edizione        | Oro                                   | Argento                           | Bronzo                               |
| --------------- | ------------------------------------- | --------------------------------- | ------------------------------------ |
| Beijing 2012    | Simone Segatori Annette Sudol         | Anton Belyayev Antoaneta Popova   | Dmitry Storobov Ekaterina Krysanova  |
| Beijing 2013    | Simone Segatori Annette Sudol         | Valentin Lusin Renata Busheeva    | Dmitry Storobov Ekaterina Krysanova  |
| Chengdu 2014    | Marco Camarlinghi Martina Minasi      | Dmitry Pleshkov Anastasia Kulbeda | Anton Skuratov Alena Uehlin          |
| Chengdu 2015    | Dmitry Pleshkov Anastasia Kulbeda     | Anton Skuratov Alena Uehlin       | Valentin Lusin Renata Lusin          |
| Chengdu 2016    | Anton Skuratov Alena Uehlin           | Valentin Lusin Renata Lusin       | Dmitry Pleshkov Anastasia Kulbeda    |
| Chengdu 2017    | Bjorn Bitsch Ashli Williamson         | Dmitry Pleshkov Anastasia Kulbeda | Valentin Lusin Renata Lusin          |
| Bratislava 2018 | Dmitry Pleshkov Anastasia Kulbeda     | Matej Stac Elena Popova           | Jacek Jeschke Hanna Zudziewicz       |
| Mosca 2019      | Semen Khrzhanovskiy Elizaveta Lykhina | Dmitry Pleshkov Anastasia Kulbeda | Matej Stac Elena Popova              |
| 2020            | Edizione non disputata                | Edizione non disputata            | Edizione non disputata               |
| 2021            | Edizione non disputata                | Edizione non disputata            | Edizione non disputata               |
| Sibiu 2022      | Matej Stec Elena Popova               | Earle Williamson Veronkia Myshko  | Simonas Seikauskas Liucija Norusaite |
| 2023            | Edizione non disputata                | Edizione non disputata            | Edizione non disputata               |
| Samorin 2024    | Matej Stec Elena Popova               | Nikita Anikeev Elina Kokotova     | Vit Domorad Simona Tejcova           |

## Campionati del mondo Danze Latino-americane Junior (Amatori)
| Edizione                | Oro                                   | Argento                                     | Bronzo                                     |
| ----------------------- | ------------------------------------- | ------------------------------------------- | ------------------------------------------ |
| Sarajevo 2000           | Aniello Langella Luisana Di Fiore     | Matteo Caputo Sabrina Caputo                | Lawrence Wirkerman Mary Paterson           |
| Torino 2001             | Valentin Chmerkovsky Darya Chesnokova | Raimondo Todaro Jenny Bonfiglio             | Alex Zampierollo Klizia Zampierollo        |
| Riga 2002               | Andrey Kiselev Daria Zviagina         | Gabriele Goffredo Ester Spadavecchia        | Anton Popichenko Alexandra Bogdanova       |
| Vilnius 2003            | Natan Rositan Andra Vaidilaite        | Nikolay Fanagin Dina Shakirova              | Jevgenijs Suvoros Nina Bezzubova           |
| Riga 2004               | Wladimirs Kurchevskis Elina Ozolina   | Roman Kovgan Marina Sergeeva                | Nikita Brovko Natasha Kalashnik            |
| Platja D'Aro 2005       | Roman Kovgan Marina Sergeeva          | Nikita Brovko Natasha Kalashnik             | Charles-Guillame Schmitt Elena Salikhova   |
| Barcellona 2006         | Armen Tsaturyan Arina Zharullina      | Ilya Bardakhan Yana Agapova                 | Kostantin Gorodilov Emma-Leena Koger       |
| Riga 2007               | Joel Lopez Rosa Carne                 | David Werner Junona Fisman                  | Kirill Kolpashchikov Sofia Shutkina        |
| Kyiv 2008               | Evgeny Kuzin Valeria Agikian          | Viktor Burchuladze Vera Bondareva           | Jakub Lipowski Kamila Duranska             |
| Bassano del Grappa 2009 | Dmitry Bunin Natasha Rusetskaya       | Valeriy Pavlov Karolina Maevskaya           | Adrian Kopczynski Natalia Glebocka         |
| Riga 2010               | Vladimir Tkachuk Polina Mamykina      | Sergej Rožkov Marina Zakharova              | Paraschiv Mihai -Vlad Diandra-Aniela Illes |
| Mosca 2011              | Leonid Tishkin Ekaternia Sharanova    | Sergej Rožkov Marina Zakharova              | Paraschiv Mihai -Vlad Diandra-Aniela Illes |
| Kistelek 2012           | Viacheslav Samokhin Alina Karapetian  | Yaroslav Brovarskyy Yelyzaveta Gyzhko       | Vladislav Kolesnikov Anna Isakovich        |
| Bassano del Grappa 2013 | Semen Khrzhanovsky Vitalina Bunina    | Michal Kieszek Teresa Kusy                  | Daniil Bykov Maria Chernykh                |
| Mosca 2014              | Semen Khrzhanovsky Vitalina Bunina    | Nikita Olinichenko Elizaveta Pustornakova   | Alin -Andrei Beca Catalina-Elena Tampau    |
| Riga 2015               | Egor Kulikov Maria Goroshko           | Danila Mazur Anastasia Polonskaya           | Alin -Andrei Beca Catalina-Elena Tampau    |
| Chisinau 2016           | Artem Nasretdinov Elizaveta Semashko  | Vladislav Untu Alexandrina Olteanu          | Veaceslav Nagailic Nina Dudogio            |
| Bucarest 2017           | German Pugachev Ariadna Tishova       | Eric-Marius Nitu Antonia-Ioana Iosub        | Yaroslav Kiselek Sofia Philipchuk          |
| Bilbao 2018             | Yaroslav Kiselek Sophia Philipchuk    | Danila Boriskin Elizaveta Ulianova          | Aleksis Visockis Kerija-Keita Ziemele      |
| Istanbul 2019           | Kirill Kurbatov Alexanda Revel-Muroz  | Emanuel Vadana-Rares Maria-Tea Neculae      | Nikolay Puzyrev Alexandra Volkova          |
| 2020                    | Edizione non disputata                | Edizione non disputata                      | Edizione non disputata                     |
| Sibiu 2021              | Razavn Zaharia Ana-Maria Tarzianu     | Nikita Kulpin Sofiia Surnakova              | Vladislav Sokolov Olga Borzova             |
| Bremen 2022             | Dimitrii Kalistov Luna-Maria Albanese | Andrei-Claudiu Sasebes Iulia-Alexia Ababebi | Richards Krivins Marija Golubeva           |
| Vagos 2023              | Ivan Marynich Melaniia Petrovich      | Marius-Tiberiu Padurean Adelina Stanciu     | Jegors Prokins Polina Karimova             |

## Campionati del mondo Danze Latino-americane Youth (Amatori)
| Edizione          | Oro                                      | Argento                                      | Bronzo                                     |
| ----------------- | ---------------------------------------- | -------------------------------------------- | ------------------------------------------ |
| Lubiana 2000      | Blaz Bezek Gigi-Fredie Pedersen          | Eugeni Stepanov Maria Goncharuk              | Marco Mancini Giada Filacchione            |
| Koblenz 2001      | Eugeni Stepanov Maria Goncharuk          | Alexey Silde Anna Firstov                    | Martynas Kura Karina Kaselaite             |
| Ostrava 2002      | Derek Hough Antoaneta Piotrowska         | Eugeni Smagin Rachel Heron                   | Stanislav Nikolaev Kristina Kozlova        |
| Singapore 2003    | Andrey Zaytsev Anastasia Kuzminskaya     | Stanislav Nikolaev Kristina Kozlova          | Alex Zampierollo Klizia Zampierollo        |
| Platja D'Aro 2004 | Valentin Chmerkovsky Sara Udis           | Jevgenij Suvorov Nina Bezzubova              | Alexey Kabirov Anastasia Tarlykova         |
| Wels 2005         | Andrey Kiselev Elena Arsentev            | Gabriele Goffredo Ekaterina Vaganova         | Sergey Oseychuk Oxana Lebedew              |
| Lubiana 2006      | Roman Kovgan Marina Seergeva             | Gabriele Goffredo Ekaterina Vaganova         | Jevgenij Suvorov Nina Bezzubova            |
| Tampere 2007      | Roman Kovgan Marina Seergeva             | Andrei Kozlovski Joana Ritter                | Ilia Kutsenko Anna Kovalova                |
| Marsiglia 2008    | Charles-Guillame Schmitt Elena Salikhova | Roman Kovgan Marina Seergeva                 | Anton Karpov Krystyna Moshenska            |
| Ychang 2009       | Armen Tsaturian Kristina Bespechnova     | Gustavo Viglio Alessia Santo                 | Vjaceslavs Visnakovs Tereza Kizlo          |
| Linz 2010         | Pawel Tekiela Agnieszka Kaczorowska      | Evgeny Kuzin Elina Popova                    | Kirill Kolpashchikov Angelina Sebaeva      |
| Ostrava 2011      | Evgeny Kuzin Elina Popova                | George Sutu Ludivine Brangbour               | Marco De Angelis Alice Fabrizi             |
| Beijing 2012      | Paul Moldovan Cristina Tatar             | Artem Efanin Anastasia Kornilova             | Maxim Stepanov Viktoia Kostantinova        |
| Chengdu 2013      | Nikita Pavlov Dariia Palyey              | Anton Lam-Viri Anna Ilina                    | Mihai -Vlad Paraschiv Diandra-Aniela Illes |
| Mosca 2014        | Nikita Pavlov Dariia Palyey              | Leonid Tishkin Ekaterina Sharanova           | Ionut Alexandru Miculescu Andra Pacurar    |
| Chisinau 2015     | Vladislav Kolesnikov Anna Isakovich      | Viacheslav Samokhin Polina Teleshova         | Jan Janzen Victoria Litvinova              |
| Riga 2016         | Denis Gudovsky Megija-Dana Morite        | Dmitry Kulebakin Maria Chernykh              | Alexey Korobchenko Anait Abramian          |
| Seoul 2017        | Semen Khrzhanovskiy Elizaveta Lykhina    | Denis Gudovsky Megija-Dana Morite            | Nikita Olinichenko Elizaveta Pustornakova  |
| Riga 2018         | Egor Kulikov Maria Goroshko              | Vladislav Untu Polina Baryshnikova           | Wang Tian He Jeruo                         |
| Vienna 2019       | Vladislav Untu Polina Baryshnikova       | German Pugachev Ariadna Tishova              | Eric-Marisus Nitu Antonia-Ioana Iosub      |
| 2020              | Edizione non disputata                   | Edizione non disputata                       | Edizione non disputata                     |
| Yerevan 2021      | Yaroslav Kiselev Sofia Phillipchuk       | Stefan Mara Maria-Tea Neculae                | Robert Vaide Amanda-Rebeca Padar           |
| Rimini 2022       | Luigi La-Rocca Marika-Maria Scerra       | Walter-Bogdan Kostner Andreaa-Daiana Dumitru | Nikita Zemlianoy Ameliya Seferyan          |
| Yerevan 2023      | Vladimir Vyrleev Maria Proshletsova      | Walter-Bogdan Kostner Andreaa-Daiana Dumitru | Nicholas Spica Carlotta Aceti              |

## Campionati del mondo Danze Latino-americane Under 21 (Amatori)
| Edizione                | Oro                                     | Argento                                    | Bronzo                                     |
| ----------------------- | --------------------------------------- | ------------------------------------------ | ------------------------------------------ |
| Aarhus 2012             | Joel Lopez Kristina Bespechnova         | Jakub Lipowski Camilla Melania Christensen | Nikolay Mikadze Yana Novikova              |
| Platja d'Aro 2013       | Paul Moldovan Cristina Tatar            | Evgeny Kuzin Ksenia Zaputriaeva            | Nikolay Mikadze Yana Novikova              |
| Calvia 2014             | Paul Moldovan Cristina Tatar            | Winson Tam Anastasia Novikova              | Giacomo Lazzarini Roberta Benedetti        |
| Chisinau 2015           | Artyom Liaskovsky Liana Odikadze        | Winson Tam Anastasia Novikova              | Ionut-Alexandru Miculescu Andra Pacurar    |
| Praga 2016              | Ionut-Alexandru Miculescu Andra Pacurar | Nikita Pavlov Ekaterina Sharanova          | Vladislav Nikishin Polina Golubeva         |
| Bassano del Grappa 2017 | Vladislav Kolesnikov Naja Dolenc        | Bartosz Lewandoski Anna Walachowska        | Raffaello Brancato Amandine Van-Biesbroeck |
| Tblisi 2018             | Dmitry Kulebakin Daria Sviridenko       | Oleg Chzhen Alina Ageeva                   | Philipp Onishchenko Ekaterina Panteleeva   |
| Chengdu 2019            | Semen Khrzhanovskiy Elizaveta Lykhina   | Wuang Tian He Jieruo                       | Tomer Zveniatsky Stefany Tzukerman         |
| 2020                    | Edizione non disputata                  | Edizione non disputata                     | Edizione non disputata                     |
| Sibiu 2021              | German Pugachev Ariadna Tishova         | Vladislav Untu Polina Baryshnikova         | Antonio Mosa Mihaela Antonova              |
| Sibiu 2022              | Axel Sampino Anna Zgonnikova            | Stefan Mara Maria-Tea Neculae              | Shvartsburd Yehonatan Elinor Gershfeld     |
| Brno 2023               | Yaroslav Kiselek Sofia Filipchuk        | Luigi La-Rocca Marika-Maria Scerra         | Dumitru Sardari Melissa Wederkinck         |

## Campionati del mondo Danze Latino-americane (Amatori)
| Edizione                  | Oro                                       | Argento                                   | Bronzo                                    |
| ------------------------- | ----------------------------------------- | ----------------------------------------- | ----------------------------------------- |
| Miami 2000                | Slavik Kryklyvyy Joana Leunis             | Dmitri Timokhin Anna Bezikova             | Franco Formica Oksana Nikiforova          |
| Lubiana 2001              | Andrej Skufca Katarina Venturini          | Dmitri Timokhin Anna Bezikova             | Franco Formica Oksana Nikiforova          |
| Vienna 2002               | Franco Formica Oksana Nikiforova          | Klaus Kongsdal Viktoria Franova           | Riccardo Cocchi Joanne Wilkinson          |
| San Pietroburgo 2003      | Franco Formica Oksana Nikiforova          | Riccardo Cocchi Joanne Wilkinson          | Klaus Kongsdal Viktoria Franova           |
| Leipzig 2004              | Franco Formica Oksana Nikiforova          | Klaus Kongsdal Viktoria Franova           | Peter Stokkebroe Kristina-Juel Stokkebroe |
| Ostrava 2005              | Riccardo Cocchi Joanne Wilkinson          | Klaus Kongsdal Viktoria Franova           | Eugene Katsevman Maria Manusova           |
| Karlsruhe 2006            | Peter Stokkebroe Kristina-Juel Stokkebroe | Maurizio Vescovo Melinda Torokgyorgy      | Eugene Katsevman Maria Manusova           |
| Vilnius 2007              | Maurizio Vescovo Melinda Torokgyorgy      | Stefano Di Filippo Anna Melnikova         | Mateij Krajcer Iwona Golczak              |
| Melbourne 2008            | Stefano Di Filippo Anna Melnikova         | Alexey Silde Anna Firstova                | Andrey Zaytsev Anna Kuzminskaya           |
| Maribor 2009              | Alexey Silde Anna Firstova                | Zoran Plohl Tatsiana Lahvinovich          | Andrey Zaytsev Anna Kuzminskaya           |
| New York 2010             | Alexey Silde Anna Firstova                | Zoran Plohl Tatsiana Lahvinovich          | Andrey Zaytsev Anna Kuzminskaya           |
| Singapore 2011            | Zoran Plohl Tatsiana Lahvinovich          | Andrey Zaytsev Anna Kuzminskaya           | Aniello Langella Khrystyna Moshenska      |
| Vienna 2012               | Aniello Langella Khrystyna Moshenska      | Andrey Zaytsev Anna Kuzminskaya           | Martino Zanibellato Michelle Abildtrup    |
| Berlino 2013              | Aniello Langella Khrystyna Moshenska      | Gabriele Goffredo Anna Matus              | Marius-Andrei Balan Nina Bezzubova        |
| Ostrava 2014              | Aniello Langella Khrystyna Moshenska      | Armen Tsaturyan Svetlana Gudyno           | Gabriele Goffredo Anna Matus              |
| Vienna 2015               | Gabriele Goffredo Anna Matus              | Armen Tsaturyan Svetlana Gudyno           | Marius-Andrei Balan Khrystyna Moshenska   |
| Chengdu 2016              | Gabriele Goffredo Anna Matus              | Armen Tsaturyan Svetlana Gudyno           | Marius-Andrei Balan Khrystyna Moshenska   |
| Vienna 2017               | Gabriele Goffredo Anna Matus              | Armen Tsaturyan Svetlana Gudyno           | Marius-Andrei Balan Khrystyna Moshenska   |
| Ostrava 2018              | Armen Tsaturyan Svetlana Gudyno           | Marius-Andrei Balan Khrystyna Moshenska   | Timur Imametdinov Nina Bezzubova          |
| Mosca 2019                | Armen Tsaturyan Svetlana Gudyno           | Marius-Andrei Balan Khrystyna Moshenska   | Timur Imametdinov Nina Bezzubova          |
| 2020                      | Edizione non disputata                    | Edizione non disputata                    | Edizione non disputata                    |
| Pforzheim 2021            | Marius-Andrei Balan Khrystyna Moshenska   | Andrey Gusev Vera Bondareva               | Charles-Guillaume Schmitt Elena Salikhova |
| Muelheim an der Ruhr 2022 | Marius-Andrei Balan Khrystyna Moshenska   | Charles-Guillaume Schmitt Elena Salikhova | Edgar-Marcos Borjas Alina Nowak           |
| Sibiu 2023                | Marius-Andrei Balan Khrystyna Moshenska   | Charles-Guillaume Schmitt Elena Salikhova | Guilleum Pascual Diandra-Aniela Illes     |
| Wuxi 2024                 | Marius-Andrei Balan Khrystyna Moshenska   | Charles-Guillaume Schmitt Elena Salikhova | Guilleum Pascual Diandra-Aniela Illes     |

## Campionati del mondo Danze Latino-americane Senior I (Amatori)
| Edizione            | Oro                                       | Argento                                      | Bronzo                                                  |
| ------------------- | ----------------------------------------- | -------------------------------------------- | ------------------------------------------------------- |
| Liegi 2000          | Miguel Alonso Eva Angues                  | Petr Bartunek Eva Bartunkova                 | Nicola Colatriano Filomena De Martino                   |
| Barcellona 2001     | Miguel Alonso Eva Angues                  | Petr Bartunek Eva Bartunkova                 | Jari Huusko Mirjam Hartikainen                          |
| Foligno 2002        | Miguel Alonso Eva Angues                  | Petr Bartunek Eva Bartunkova                 | Alberto Nobili Cinzia Torcolacci                        |
| Usti Nab Laden 2003 | Miguel Alonso Eva Angues                  | Petr Bartunek Eva Bartunkova                 | Alberto Nobili Cinzia Torcolacci                        |
| Liegi 2004          | Miguel Alonso Eva Angues                  | Petr Bartunek Eva Bartunkova                 | Daniele Ferraris Antonella Ciccarelli                   |
| Salou 2005          | Miguel Alonso Eva Angues                  | Petr Bartunek Eva Bartunkova                 | Daniele Ferraris Antonella Ciccarelli                   |
| Helsinki 2006       | Petr Bartunek Eva Bartunkova              | Petri Jarvinen Ulla Jarvinen                 | Manuel Ramirez Julia Lopez                              |
| Antwerpen 2007      | Petr Bartunek Eva Bartunkova              | Stefan Leschke Marion Dehling                | Manuel Ramirez Julia Lopez                              |
| Sant Cugat 2008     | Manuel Ramirez Julia Lopez                | Jordi Mayral Esteban Eva Aguilera Llobera    | Georg Broeker Susanne Schantora                         |
| Liegi 2009          | Gwénaël Lavigne Stéphanie Godet           | Daniele Ferraris Antonella Ciccarelli        | Manuel Ramirez Julia Lopez                              |
| Salou 2010          | Gwénaël Lavigne Stéphanie Godet           | Daniele Ferraris Antonella Ciccarelli        | Roberto Hernandez Beatriz Perez                         |
| Rouen 2011          | Gwénaël Lavigne Stéphanie Godet           | Sergey Makarenko Anna Makarenko              | Daniele Ferraris Antonella Ciccarelli                   |
| Rouen 2012          | Sergey Makarenko Anna Makarenko           | Gwénaël Lavigne Stéphanie Godet              | Timo Lindfors Ekaterina Krutovskaya                     |
| Usti Nad Laden 2013 | Sergey Makarenko Anna Makarenko           | Timo Lindfors Ekaterina Krutovskaya          | Andreas Hoffmann Isabel Krueger                         |
| Rimini 2014         | Timo Lindfors Ekaterina Krutovskaya       | Milan Adamec Hana Koprivova                  | Gabriele Miglio Roberta Venturini                       |
| Salou 2015          | Ruben Viciana-Lopes Eva Moya              | Michael Horstmann Denise Heller              | Eduardo Cerverqa- Martinez Piedra-Escrita Medina-Mateos |
| Bilbao 2016         | Valentino Esposito Laura Zaccagnino       | Carlos Cirera Eva Nieto                      | Ruben Viciana-Lopes Eva Moya                            |
| Miami 2017          | Valentino Esposito Laura Zaccagnino       | Carlos Cirera Eva Nieto                      | Andreas Hoffmann Isabel Krueger                         |
| Miami 2018          | Georgy Osadchy Tatiana Nikolaeva          | Sorin Dumitru-Simon Florentina Costantinescu | Andreas Hoffmann Isabel Krueger                         |
| Ostrava 2019        | Georgy Osadchy Tatiana Nikolaeva          | Umberto Abbatangelo Luana Indriolo           | Gerard Perez-Raventos Eva Krejcirova                    |
| 2020                | Edizione non disputata                    | Edizione non disputata                       | Edizione non disputata                                  |
| Rotterdam 2021      | Aleksander Jokic Maria Lyngstad           | Alexandr Gruzdev Liudmilla Esina             | Erik Heyden Julia Luckow                                |
| Rotterdam 2022      | Aleksander Jokic Maria Lyngstad           | David Lopez-Fernandez Jesica Garcia-Perez    | Markus Heffner Maria Scharin-Mehlmann                   |
| Vagos 2023          | David Lopez-Fernandez Jesica Garcia-Perez | Markus Heffner Maria Scharin-Mehlmann        | Pasqualino Pompetti Alessia Di Lorenzo                  |
| Dresda 2024         | Markus Heffner Maria Scharin-Mehlmann     | Luigi Donadeo Elisa De-Belardini             | Kovacs Mate Andrea Zsila                                |

Dal 2010 Viene introdotta la distinzione in Senior I e Senior II

## Campionati del mondo Danze Latino-americane Senior II (Amatori)
| Edizione                 | Oro                                 | Argento                                               | Bronzo                                                       |
| ------------------------ | ----------------------------------- | ----------------------------------------------------- | ------------------------------------------------------------ |
| Sitges 2010              | Manuel Ramirez Julia Lopez          | Nikolay Orlov Tatiana Nikolaeva                       | Jarmo Kouhia Mariatta Kouhia                                 |
| Antwerpen 2011           | Georg Broeker Susanne Schantora     | Manuel Ramirez Julia Lopez                            | Nikolay Orlov Tatiana Nikolaeva                              |
| Mallorca 2012            | Petri Jarvinen Ulla Jarvinen        | Manuel Ramirez Julia Lopez                            | Georg Broeker Susanne Schantora                              |
| Salsomaggiore Terme 2013 | Andrea Tozzi Isabella Galvan        | Manuel Ramirez Julia Lopez                            | Petri Jarvinen Ulla Jarvinen                                 |
| Madrid 2014              | Timo Lindfors Ekaterina Krutovskaya | Manuel Ramirez Julia Lopez                            | Jordi Mayral Esteban Eva Aguilera Llobera                    |
| Nizza 2015               | Timo Lindfors Ekaterina Krutovskaya | Jordi Mayral Esteban Eva Aguilera Llobera             | Mihaly Kiss Monika Farkas                                    |
| Kosice 2016              | Timo Lindfors Ekaterina Krutovskaya | Frantisek Beres Miriam Beresova                       | Jordi Mayral Esteban Eva Aguilera Llobera                    |
| Bilbao 2017              | Roberto Hernandez Beatriz Perez     | Timo Lindfors Ekaterina Krutovskaya                   | Sergey Makarenko Anna Makarenko                              |
| Elblag 2018              | Timo Lindfors Ekaterina Krutovskaya | Sergey Makarenko Anna Makarenko                       | Francisco-Iavier Otamedi-Fenandez Lourdes Dominguez-Guillera |
| Kosice 2019              | Frantisek Beres Miriam Beresova     | Carlos Cirera Eva Nieto                               | Sergey Makarenko Anna Makarenko                              |
| 2020                     | Edizione non disputata              | Edizione non disputata                                | Edizione non disputata                                       |
| Rotterdam 2021           | Carlos Cirera Eva Nieto             | Eduardo Cervera-Martinez Piedra-Escrita Medina-Mateos | Benjamin Eiermann Tina Zettelmeier                           |
| Platja d'Aro 2022        | Carlos Cirera Eva Nieto             | Eduardo Cervera-Martinez Piedra-Escrita Medina-Mateos | Benjamin Eiermann Tina Zettelmeier                           |
| Rotterdam 2023           | Carlos Cirera Eva Nieto             | Benjamin Eiermann Tina Zettelmeier                    | Ruben Viciana-Lopez Eva Moya                                 |
| Bremen 2024              | Benjamin Eiermann Tina Zettelmeier  | Anatoliy Shvarts Tatiana Keegan                       | Peter Schaur Natalia Tolkacheva                              |

La coppia spagnola Roberto Hernandez e Beatriz Perez, a seguito di rinuncia dei propri diplomi di professionista torna a competere tra gli Amatori.
Dal 2018 introdotta per le Danze Latinoamericane la Senior III

## Campionati del mondo Danze Latino-americane Senior III (Amatori)
| Edizione          | Oro                        | Argento                               | Bronzo                                    |
| ----------------- | -------------------------- | ------------------------------------- | ----------------------------------------- |
| Bilbao 2018       | Manuel Ramirez Julia Lopez | Ricardo Puerta Maria Del-Pilar-Martin | Pere Miquel-Canals Maria Trillo-Rodriguez |
| Guadalajara 2019  | Manuel Ramirez Julia Lopez | Oleg Eskov Julia Mikhina              | Petri Jarvinen Ulla Jarvinen              |
| 2020              | Edizione non disputata     | Edizione non disputata                | Edizione non disputata                    |
| Platja d'Aro 2021 | Manuel Ramirez Julia Lopez | Petri Jarvinen Ulla Jarvinen          | Alberto Nobili Cinzia Torcolacci          |
| Calvià 2022       | Manuel Ramirez Julia Lopez | Petri Jarvinen Ulla Jarvinen          | Patrick Lemaire Jennifer Massaro          |
| Berlino 2023      | Manuel Ramirez Julia Lopez | Petri Jarvinen Ulla Jarvinen          | Rolf Pernat Iris Pernat                   |

## Campionati del mondo Show Dance Latini Adulti (Amatori)
| Edizione                  | Oro                                       | Argento                                   | Bronzo                                    |
| ------------------------- | ----------------------------------------- | ----------------------------------------- | ----------------------------------------- |
| Beijing 2012              | Vladimir Karpov Mariya Tzaptashvilli      | Charles-Guillaume Schmitt Elena Salikhova | Gabriele Goffredo Anna Matus              |
| Beijing 2013              | Charles-Guillaume Schmitt Elena Salikhova | Simone Casula Laura Marras                | Fedor Poliansky Dina Akhmetgareeva        |
| Chengdu 2014              | Charles-Guillaume Schmitt Elena Salikhova | Fedor Poliansky Dina Akhmetgareeva        | Simone Casula Laura Marras                |
| Chengdu 2015              | Roman Ciflicli Gliga Mirona               | Simone Casula Laura Marras                | Fedor Poliansky Dina Akhmetgareeva        |
| Chengdu 2016              | Simone Casula Laura Marras                | Fedor Poliansky Dina Akhmetgareeva        | Lukas Bartunek Katarina Hrstkova          |
| Chengdu 2017              | Anton Aldaev Natalia Polukhina            | Artur Balandin Anna Salita                | Fedor Poliansky Dina Akhmetgareeva        |
| Bratislava 2018           | Fedor Poliansky Dina Akhmetgareeva        | Anton Aldaev Natalia Polukhina            | Artur Balandin Anna Salita                |
| Mosca 2019                | Fedor Poliansky Dina Akhmetgareeva        | Anton Aldaev Natalia Polukhina            | Artur Balandin Anna Salita                |
| 2020                      | Edizione non disputata                    | Edizione non disputata                    | Edizione non disputata                    |
| 2021                      | Edizione non disputata                    | Edizione non disputata                    | Edizione non disputata                    |
| Muelheim an der Ruhr 2022 | Artur Balandin Anna Salita                | Miahi-Vlad Paraschiv Antonia-Ioana Isoub  | Ayan Zhumatayev Ekaterina Panteleeva      |
| Dresda 2023               | Aka Modebadze Gvantsa Tsikhelashvili      | Vinzenz Doerlitz Albena Daskalova         | Kairat Algadaev Julia-Alexandra Seleznyov |
| Burgas 2024               | Aka Modebadze Gvantsa Tsikhelashvili      | Kairat Algadaev Julia-Alexandra Seleznyov | Boris Borisov Emiliya Dzhelebova          |

## Campionati del mondo Dieci Danze Junior (Amatori)
| Edizione                    | Oro                                   | Argento                                       | Bronzo                                  |
| --------------------------- | ------------------------------------- | --------------------------------------------- | --------------------------------------- |
| Kiev 2002                   | Sergey Oseychuk Oxsana Lebedew        | Vladimir Filippov Polina Kazatchenko          | Raimondo Todaro Irina Novozhilova       |
| Usti Nad Laden 2003         | Jegors Sislo Anastasija Gorbacenko    | Vassili Ivanov Kristina Olimpieva             | Andrea De Angelis Virginia Nocella      |
| Mosca 2004                  | Nikita Brovko Natasha Kalshnik        | Andrea De Angelis Virginia Nocella            | Maxim Furtuna Xenia Spinu               |
| Chisinau 2005               | Eugheni Cazacu Svetlana Visinscaia    | Anton Skuratov Anna Seltenreich               | Roman Kovgan Marina Sergeeva            |
| Limerick 2006               | Edvardas Racius Jakaterina Plikosova  | Semen Iatsenko Anna Rozhkova                  | Andrey Kishkurno Valeryia Urymahava     |
| Barcellona 2007             | Viktor Burchuladze Vera Bondareva     | Cristian Radvan Tatiana Silvestrova           | Artsiom Hailit Viktoryia Iuleva         |
| Minsk 2008                  | Evgeny Kuzin Valeria Agikian          | Andrey Akhmetshin Anastasiya Grigorenko       | Alex-Freyr Gunnarsson Katrine Nissen    |
| Mosca 2009                  | Valery Pavlov Karolina Maerskaya      | Adrian Kopczynski Natalia Glebocka            | Sergej Skripcenko Goda Zajauskaite      |
| Chisinau 2010               | Sergej Rožkov Marina Zakharova        | Alexandru Birca Alina Milinceanu              | Oskar Dziedzic Magdalena Baranowska     |
| San Cugat 2011              | Sergej Rožkov Marina Zakharova        | Mihai-Vlad Paraschiv Diandra-Aniela Illes     | Mateusz Brzozowski Justyna Mozdzonek    |
| Riga 2012                   | Vladislav Kolesnikov Anna Isakovich   | Mateusz Bezozowski Justyna Mozdzonek          | Raul Faliboga Loredana Butea            |
| Riga 2013                   | Semen Khrzhanovskiy Vitalina Bunina   | Vincenzo Chianese Francesca-Pia Palmieri      | Gints Berzins Megija-Dana Morite        |
| Guadalajara 2014            | Semen Khrzhanovskiy Vitalina Bunina   | Alin-Andrei Beca Catalina-Elena Tampau        | Glenn-Richard Boyce Kayleigh Andrews    |
| Rimini 2015                 | Danila Mazur Anastasia Polonskaya     | Alin-Andrei Beca Catalina-Elena Tampau        | Glenn-Richard Boyce Kayleigh Andrews    |
| Sofia 2016                  | Kirill Morgachev Polina Baryshnikova  | Glenn-Richard Boyce Caroly Janes              | Karolis Burneikis Izabele Sekaite       |
| Chisinau 2017               | German Pugachev Ariadna Tishova       | Dragos Cimbir Beatricia Rotaru                | Vladislav Tsikhanovskiy Anastasia Cucer |
| Chisinau 2018               | Yaroslav Kiselek Sofia Philipchuk     | Anton Porcesco-Gozun Paola Popinin            | Razvan-George Batranu Ana-Maria Dica    |
| Sibiu 2019                  | Kirill Kurbatov Alexandra Revel-Muroz | Rares-Emanuel Vadana Maria Tea Neculae        | Maxim Zhilenkov Arina Molochnikova      |
| 2020                        | Edizione non disputata                | Edizione non disputata                        | Edizione non disputata                  |
| Vilnius 2021                | Vladislav Sokolov Olga Borzova        | Kipras Kura Elze-Gintvile Valiunaite          | Richards Krivins Marija Golubeva        |
| Vila Nova de Famalicao 2022 | Richards Krivnis Marija Golubeva      | Andrea-Claudiu Sasebes Iulia-Alexia Ababei    | Daniil Kuznetsov Tamara Belenkaja       |
| Bremen 2023                 | Yigit Bayraktar Lukrecija Kuraite     | Marius-Tiberiu Padurean Adellina Stanciu      | Jegors Prokins Polina Karimova          |
| Kosice 2024                 | Yigit Bayraktar Lukrecija Kuraite     | Alexandru-Marian Sabin Alessandra-Maria Dediu | Artem Crivenco Sofiya Malik             |

## Campionati del mondo Dieci Danze Youth (Amatori)
| Edizione          | Oro                                    | Argento                                              | Bronzo                                   |
| ----------------- | -------------------------------------- | ---------------------------------------------------- | ---------------------------------------- |
| Szombathely 2002  | Denis Drozdyuk Polina Kolodizner       | Domec Valic Tjasa Vulic                              | Valeri Zakharov Inna Svechnikova         |
| Berlino 2003      | Denis Drozdyuk Polina Kolodizner       | Siergiu Rusu Gliga Mirona                            | Andrei Filippov Snezhana Sheviakova      |
| Tallin 2004       | Konstantin Kasper Margarita Novitskaya | Marko Mehine Maria Fessai                            | Michal Stukan Izabela Janachowska        |
| Antwerpen 2005    | Dmitry Pugachev Uliana Fomenko         | Sergey Oseychuk Oxana Lebedew                        | Dumitru Doga Alexandra Malai             |
| Platja d'Aro 2006 | Dmitry Pugachev Uliana Fomenko         | Riccardo Pacini Sonia Spadoni                        | Anton Skuratov Anna Seltenreich          |
| Singapore 2007    | Nikita Brovko Olga Nikolaeva           | Evgeny Vinokurov Christina Luft                      | Volodymyr Lyatov Veronika Myshko         |
| Aarhus 2008       | Anton Azanov Kateryna Isakovych        | Pavel Novikov Karolina Iwanowicz                     | Alon Gilin Anastasia Trutneva            |
| Mosca 2009        | Yuri Soldatov Irina Gogoladze          | Konstantin Gorodilov Emma Leena Koger                | Maurizio Benenato-Cono Svetlana Kostenko |
| Toronto 2010      | Yuri Soldatov Irina Gogoladze          | Cristian Radvan Tatiana Silvestrova                  | Roman Gerbey Ganna Poberezhnyk           |
| Chisinau 2011     | Dan Capcelea Natalia Luchiv            | David Manukyan Karolina Maevskaya                    | Winson Tam Anna-Nina Kus                 |
| Mosca 2012        | Valery Pavlov Ekaterina Karashchuk     | Errol Williamson Zhaniya Zharmenova                  | Oskar Dziedzic Klaudia Iwanska           |
| Riga 2013         | Sergej Rožkov Veronica Dichka          | Mihai -Vlad Paraschiv Diandra-Aniela Illes           | Winson Tam Anastasia Novikova            |
| Riga 2014         | Sergej Rožkov Veronica Dichka          | Mihai -Vlad Paraschiv Diandra-Aniela Illes           | Mateusz Brzozowski Justyna Mozdzonek     |
| Kiev 2015         | Vladislav Kolesnikov Anna Isacovich    | Mateusz Brzozowski Justyna Mozdzonek                 | Andrea Roccatti Flaminia Iannone         |
| Riga 2016         | Denis Gudovsky Megija-Dana Morite      | Dmitry Kulebakin Maria Chernykh                      | Vincenzo Chianese Francesca-Pia Palmieri |
| Mosca 2017        | Semen Khrzhanovskiy Elizaveta Lykhina  | Denis Gudovsky Megija-Dana Morite                    | Vladislav Untu Polina Baryshnikova       |
| Guadalajara 2018  | Vladislav Untu Polina Baryshnikova     | Danila Mazur Anastasia Polonskaya                    | Karolis Burneikis Izabele Sekaite        |
| Kiev 2019         | Vladislav Untu Polina Baryshnikova     | German Pugachev Ariadna Tishova                      | Karolis Burneikis Izabele Sekaite        |
| 2020              | Edizione non disputata                 | Edizione non disputata                               | Edizione non disputata                   |
| Sibiu 2021        | Yaroslav Kiselev Sophia Phillipchuk    | Razavn-George Batranu Ana-Maria Dica                 | Dumitru Sardari Felicia Lungu            |
| Calvià 2022       | Maxim Zhilenkov Alina Molochnikova     | Stefan-Alexandru Padurariu Malina-Elena Constandache | Oleksandr Turcheniak Sofiia Chernikova   |
| Astana 2023       | Neidas Lenkaitis Tamara Belenkaya      | Adria Hernandez Emilija Ulcinaite                    | Vladimir Cebanu Sofia Chiorescu          |

## Campionati del mondo Dieci Danze Under 21 (Amatori)
| Edizione                  | Oro                                    | Argento                            | Bronzo                               |
| ------------------------- | -------------------------------------- | ---------------------------------- | ------------------------------------ |
| Riga 2012                 | Kirill Pavlov Olga Shcherbina          | Roman Gerbey Vera Bondareva        | Karlis Treijs Anastasia Krivosheeva  |
| Ashdod 2013               | Patrick Rucinski Ella Nusenbaum        | Dmitry Pleshkov Anastasia Kulbeda  | Anton Lam-Viri Anna Ilina            |
| Vancouver 2014            | Winson Tam Anastasia Novikova          | Yuri Batyrev Milena Barabanova     | Armand Fazullin Klaudia Iwanska      |
| Riga 2015                 | Evgeny Sveridonov Angelina Barkova     | Oskar Dziedzic Wiktoria Omyla      | Pavel Lagurev Alyna Voyna            |
| Wetzlar 2016              | Mateusz Brzozowski Justyna Mozdzonek   | Denis Gudovsky Megija-Diana Morite | Aleksandr Ryabtsev Maria Oblakova    |
| Lubiana 2017              | Vladislav Kolesnikov Naja Dolenc       | Aleksandr Ryabtsev Maria Oblakova  | Eric Izakson Mishel Magera           |
| Mosca 2018                | Semen Khrzhanovskiy Elizaveta Lykhyina | Oleg Chzhen Alina Ageeva           | Gleb Bannikov Maria Smirnova         |
| Yerevan 2019              | Oleg Chzhen Alina Ageeva               | Yaroslav Kiselev Sofia Philipchuk  | Akim Pekunov Masa Kastelic           |
| 2020                      | Edizione non disputata                 | Edizione non disputata             | Edizione non disputata               |
| Rishon Le Zion 2021       | Vladislav Untu Polina Baryshnikova     | Karolis Burneikis Diana Epeykina   | Ilya Zubenko Veronika Vysloukh       |
| Rotterdam 2022            | Cosmin Lupoaie Alessia-Ioana Morariu   | Ron Brener Violetta Kamaushenko    | Riccardo Perretta Julia Mozdyniewicz |
| Muelheim an der Ruhr 2023 | Yaroslav Kiselev Sofia Filipchuk       | David Jenner Elisabeth Tuigunov    | Dumitru Sardari Melissa Wederkinck   |

## Campionati del mondo Dieci Danze (Amatori)
| Edizione                    | Oro                                       | Argento                               | Bronzo                                    |
| --------------------------- | ----------------------------------------- | ------------------------------------- | ----------------------------------------- |
| Loulè 2002                  | Marat Gimaev Alina Basyuk                 | Benedetto Ferrugia Jana Provoskaya    | Misa Cigoj Anastazija Novojilova          |
| Vancouver 2003              | Marat Gimaev Alina Basyuk                 | Misa Cigoj Anastazija Novojilova      | Benedetto Ferrugia Jana Provoskaya        |
| Melbourne 2004              | Misa Cigoj Anastazija Novojilova          | Alexey Silde Anna Firstova            | Christoph Kies Bianca Ribas-Turon         |
| Vienna 2005                 | Misa Cigoj Anastazija Novojilova          | Christoph Kies Bianca Ribas-Turon     | Alexey Silde Anna Firstova                |
| Mosca 2006                  | Christoph Kies Bianca Ribas-Turon         | Alexey Silde Anna Firstova            | Valerio Colantoni Sara Di Vaira           |
| Tokyo 2007                  | Christoph Kies Bianca Ribas-Turon         | Andrey Zaytsev Anna Kuzminskaya       | Misa Cigoj Alexandra Malai                |
| Berlino 2008                | Christoph Kies Bianca Ribas-Turon         | Misa Cigoj Alexandra Malai            | Andrey Zaytsev Anna Kuzminskaya           |
| Platja D'Aro 2009           | Andrey Zaytsev Anna Kuzminskaya           | Bjorn Bitsch Ashli Williamson         | Luca Bussoletti Tiasa Vulic               |
| Vienna 2010                 | Bjorn Bitsch Ashli Williamson             | Timur Imametdinov Ekaterina Nikolaeva | Laszlo Csaba Anna Mikes                   |
| Shanghai 2011               | Bjorn Bitsch Ashli Williamson             | Timur Imametdinov Ekaterina Nikolaeva | Anton Belyayev Antoaneta Popova           |
| Oslo 2012                   | Bjorn Bitsch Ashli Williamson             | Miha Vodicar Nadiya Bychova           | Daniil Ulanov Irina Gogoladze             |
| Vienna 2013                 | Bjorn Bitsch Ashli Williamson             | Miha Vodicar Nadiya Bychova           | Anton Belyayev Antoaneta Popova           |
| Riga 2014                   | Miha Vodicar Nadiya Bychova               | Daniil Ulanov Kateryna Isakovych      | Jaak Vainomaa Taina Savikurki             |
| Chengdu 2015                | Miha Vodicar Nadiya Bychova               | Daniil Ulanov Kateryna Isakovych      | Jaak Vainomaa Taina Savikurki             |
| Vienna 2016                 | Jaak Vainomaa Taina Savikurki             | Daniil Ulanov Kateryna Isakovych      | Konstantin Gorodilov Dominika Bergmannova |
| Marsiglia 2017              | Dumitru Doga Sarah Ertmer                 | Winson Tam Anastasia Novikova         | Evgeny Sveridonov Angelina Barkova        |
| Varsavia 2018               | Konstantin Gorodilov Dominika Bergmannova | Daniil Ulanov Kateryna Isakovych      | Winson Tam Anastasia Novikova             |
| Mosca 2019                  | Winson Tam Anastasia Novikova             | Evgeny Sveridonov Angelina Barkova    | Daniil Ulanov Kateryna Isakovych          |
| 2020                        | Edizione non disputata                    | Edizione non disputata                | Edizione non disputata                    |
| Elblag 2021                 | Evgeny Sveridonov Angelina Barkova        | Earle Williamson Veronika Myshko      | Andrea Roccatti Marika Odikadze           |
| Bratislava 2022             | Andrea Roccatti Marika Odikadze           | Earle Williamson Veronika Myshko      | Vladislav Untu Polina Baryshnikova        |
| Vila Nova de Famalicao 2023 | Earle Williamson Veronika Myshko          | Armand Fazullin Klaudia Iwanska       | Akim Pekunov Masa Kastelic                |

## Campionati del mondo Dieci Danze Senior I (Amatori)
| Edizione               | Oro                                         | Argento                                     | Bronzo                                      |
| ---------------------- | ------------------------------------------- | ------------------------------------------- | ------------------------------------------- |
| Palma de Mallorca 2010 | Christian Bono Elena Bono                   | Gwénaël Lavigne Stéphanie Godet             | Jordi Mayral-Esteban Eva Aguilera-Llobera   |
| Toronto 2011           | Gwénaël Lavigne Stéphanie Godet             | Christian Bono Elena Bono                   | Jordi Mayral-Esteban Eva Aguilera-Llobera   |
| Mons 2012              | Gwénaël Lavigne Stéphanie Godet             | Christian Bono Elena Bono                   | Mikhail Timofeev Irina Burkatovskaya        |
| Antwerpen 2013         | Christian Bono Elena Bono                   | Rodrigue Vieux Adriana Teoli                | Ruben Viciana-Lopez Eva Moya                |
| Antwerpen 2014         | Rodrigue Vieux Adriana Teoli                | Ruben Viciana-Lopez Eva Moya                | Sergey Lukyanov Irina Kamenskaya            |
| Antwerpen 2015         | Rodrigue Vieux Adriana Teoli                | Ruben Viciana-Lopez Eva Moya                | Michal Mladek Sarka Hesova                  |
| Boston 2016            | Ruben Viciana-Lopez Eva Moya                | Michal Mladek Sarka Hesova                  | Sori-Dumitru Simon Florentina Costantinescu |
| Gyor 2017              | Ruben Viciana-Lopez Eva Moya                | Sori-Dumitru Simon Florentina Costantinescu | Salvatore Caliò Agata Maiorana              |
| Sibiu 2018             | Sori-Dumitru Simon Florentina Costantinescu | Erik Heyden Julia Luckow                    | Ruben Viciana-Lopez Eva Moya                |
| Szombathely 2019       | Erik Heyden Julia Luckow                    | Sori-Dumitru Simon Florentina Costantinescu | Yevgen Dmytrenko Mery Lenz                  |
| Lione 2020             | Ruben Viciana-Lopez Eva Moya                | Corentin Normand Laura Lozingue             | Erik Heyden Julia Luckow                    |
| Szombathely 2021       | Ruben Viciana-Lopez Eva Moya                | Erik Heyden Julia Luckow                    | Peter Szantho Szilvia Juhasz-Szantho        |
| Cambrils 2022          | Ruben Viciana-Lopez Eva Moya                | Dominic Thutewohl Mariann Thutewohl         | Gwenael Longuet Laetitia Deplano            |
| Dresda 2023            | Erik Heyden Julia Luckow                    | Fabian Wendt Anne Steinmann                 | Dominic Thutewohl Mariann Thutewohl         |
| Rotterdam 2024         | Fabian Wendt Anne Steinmann                 | Dominic Thutewohl Mariann Thutewohl         | Christian Platz Anja Platz                  |

Introdotta dal 2015 la distinzione in Senior I e II

## Campionati del mondo Dieci Danze Senior II (Amatori)
| Edizione                 | Oro                                       | Argento                                   | Bronzo                           |
| ------------------------ | ----------------------------------------- | ----------------------------------------- | -------------------------------- |
| Nizza 2015               | Jordi Mayral-Esteban Eva Aguilera-Llobera | Jean-Hugues Henneghien Eun-Sook Scherf    | Oleg Sadyrev Tatyana Krylova     |
| Platia d'Aro 2016        | Tomasz Kucharczyk Roza Kucharczyk         | Jordi Mayral-Esteban Eva Aguilera-Llobera | Oleg Sadyrev Tatyana Krylova     |
| Salsomaggiore Terme 2017 | Jordi Mayral-Esteban Eva Aguilera-Llobera | Tomasz Kucharczyk Roza Kucharczyk         | Dirk Regitz Fabienne Regitz      |
| Wroclaw 2018             | Tomasz Kucharczyk Roza Kucharczyk         | Jordi Mayral-Esteban Eva Aguilera-Llobera | Oleg Sadyrev Angelique Maasik    |
| Tirana 2019              | Jordi Mayral-Esteban Eva Aguilera-Llobera | Tomasz Kucharczyk Roza Kucharczyk         | Johann Lavigne Christelle Bruel  |
| 2020                     | Edizione non disputata                    | Edizione non disputata                    | Edizione non disputata           |
| Vagos 2021               | Duarte Sousa Elisabete Pera               | Tomasz Kucharczyk Roza Kucharczyk         | Alexander Engel Marina Engel     |
| New Orleans 2022         | Duarte Sousa Elisabete Pera               | Gokturk Yurtyapan Asli Yurtyapan          | Alexander Engel Marina Engel     |
| Berlino 2023             | Ruben Viciana-Lopez Eva Moya              | Alexander Engel Marina Engel              | Gokturk Yurtyapan Asli Yurtyapan |
| Vagos 2024               | Ruben Viciana-Lopez Eva Moya              | Petr Kiesel Alice Pokorna                 | Mariusz Budys Monika Budys       |

## Campionati del mondo Danze Standard (Professionisti)
| Edizione                | Oro                                 | Argento                             | Bronzo                               |
| ----------------------- | ----------------------------------- | ----------------------------------- | ------------------------------------ |
| Tallin 2011             | Paolo Bosco Silvia Pitton           | Domenico Soale Gioia Cerasoli       | Rosario Guerra Grazia Benincasa      |
| Mosca 2012              | Domenico Soale Gioia Cerasoli       | Paolo Bosco Joanne Kirsty Clifton   | Federico Di Toro Anastasia Tarlykova |
| Bassano del Grappa 2013 | Mirko Gozzoli Edita Daniute         | Paolo Bosco Joanne Kirsty Clifton   | Federico Di Toro Anastasia Tarlykova |
| Nanjing 2014            | Mirko Gozzoli Edita Daniute         | Benedetto Feruggia Claudia Kohler   | Emanuel Valeri Tania Kehlet          |
| Leipzig 2015            | Benedetto Ferruggia Claudia Kohler  | Donatas Vezelis Lina Chatkeviciute  | Marco Cavallaro Letizia Ingrosso     |
| Aarhus 2016             | Emanuel Valeri Tania Kehlet         | Donatas Vezelis Lina Chatkeviciute  | Giuseppe Longarini Katarzyna Kapral  |
| Praga 2017              | Benedetto Ferruggia Claudia Kohler  | Donatas Vezelis Lina Chatkeviciute  | Bjorn Bitsch Ashli Williamson        |
| Mosca 2018              | Bjorn Bitsch Ashli Williamson       | Donatas Vezelis Lina Chatkeviciute  | Nikolay Darin Natalia Seredina       |
| Leipzig 2019            | Dmitry Zharkov Olga Kulikova        | Nikolay Darin Natalia Seredina      | Andrey Motyl Ekaterina Kim           |
| 2020                    | Edizione non disputata              | Edizione non disputata              | Edizione non disputata               |
| Dubai 2021              | Dmitry Zharkov Olga Kulikova        | Nikolay Darin Natalia Seredina      | Vaidotas Lacitis Veronika Golodneva  |
| Toronto 2022            | Nikolay Darin Natalia Seredina      | Vaidotas Lacitis Veronika Golodneva | Edgars Linis Eliza Line              |
| Kaunas 2023             | Vaidotas Lacitis Veronika Golodneva | Edgars Linis Eliza Line             | David Odstrcil Tara Bohak            |
| Dresda 2024             | Evaldas Sodeika Ieva Sodeikiene     | Edgars Linis Eliza Line             | Edgaras Baltaragis Indre Baltarage   |

## Campionati del mondo Danze Standard Senior I (Professionisti)
| Edizione            | Oro                                   | Argento                                | Bronzo                               |
| ------------------- | ------------------------------------- | -------------------------------------- | ------------------------------------ |
| Monza 2010          | Alberto Valloni Sonia Corbetta        | Mirko Francesconi Milena Cervelli      | Volker Schmidt Ellen Jonas           |
| 2011                | Edizione non disputata                | Edizione non disputata                 | Edizione non disputata               |
| Merano 2012         | Angelo Costanzo Roberta Mantovan      | Salvatore Cantone Raffaella Grassi     | Enrico Gabrielli Orsola Marlia       |
| Pieve di Cento 2013 | Roberto Palumbo Giancarla Cantamessa  | Tassilo Lax Sabine Lax                 | Giuliano Serafini Emanuela Chittaro  |
| Rimini 2014         | Sergey Belozerov Ekaterina Belozerova | Mauro Favaro Angelina Shabulina        | Pietro Del Bello Faye Hung           |
| Lussemburgo 2015    | Giuliano Serafini Emanuela Chittaro   | Mauro Favaro Angelina Shabulina        | Gianfranco Galeone Biagina Calignano |
| Bertrange 2016      | Giuliano Serafini Emanuela Chittaro   | Daniele Pardini Paola Rosi             | Karol Brull Viktoria Bolender        |
| Bertrange 2017      | David Schavel Iryna Coop              | Giuliano Serafini Emanuela Chittaro    | Daniele Pardini Paola Rosi           |
| Bertrange 2018      | Giuliano Serafini Emanuela Chittaro   | Felice Spadaro Luana Di-Stefano        | Michal Mladek Sarka Hesova           |
| Kosice 2019         | David Schavel Iryna Coop              | Francesco Laterrenia Laura Caramia     | Michal Mladek Sarka Hesova           |
| 2020                | Edizione non disputata                | Edizione non disputata                 | Edizione non disputata               |
| Koper 2021          | Felice Spadaro Luana Di Stefano       | Damir Abduolganeev Monique Broekmeulen | Luca Bandettini Margherita Petrocchi |

Dal 2013 viene introdotta la categoria Senior II per professionisti

## Campionati del mondo Danze Standard Senior II (Professionisti)
| Edizione            | Oro                                   | Argento                                | Bronzo                                |
| ------------------- | ------------------------------------- | -------------------------------------- | ------------------------------------- |
| Pieve di Cento 2013 | Heinz-Josef Bickers Aurelia Bickers   | Elia Bandera Renata Rodella            | Angelo Buzzi Alessandra Lanzi         |
| Wuppertal 2014      | Heinz-Josef Bickers Aurelia Bickers   | Angelo Costanzo Roberta Mantovan       | Marino Biglieri Laura Occhi           |
| Lussemburgo2015     | Heinz-Josef Bickers Aurelia Bickers   | Marino Biglieri Laura Occhi            | Carlo-Wilmer Righero Manuela Traversi |
| Bertrange 2016      | Carlo-Wilmer Righero Manuela Traversi | Heinz-Josef Bickers Aurelia Bickers    | Angelo Costanzo Roberta Mantovan      |
| Bertrange 2017      | Carlo-Wilmer Righero Manuela Traversi | Salvatore Cantone Raffaella Grassi     | Heinz-Josef Bickers Aurelia Bickers   |
| Bertrange 2018      | Carlo-Wilmer Righero Manuela Traversi | Heinz-Josef Bickers Aurelia Bickers    | Salvatore Cantone Raffaella Grassi    |
| Koper 2019          | Carlo-Wilmer Righero Manuela Traversi | Heinz-Josef Bickers Aurelia Bickers    | Anthony Chong Gloria Chien            |
| 2020                | Edizione non disputata                | Edizione non disputata                 | Edizione non disputata                |
| Koper 2021          | Heinz-Josef Bickers Aurelia Bickers   | Damir Abduolganeev Monique Broekmeulen | Salvatore Luongo Laura Capasso        |

## Campionati del mondo Show Dance Standard Adulti (Professionisti)
| Edizione     | Oro                                | Argento                              | Bronzo                               |
| ------------ | ---------------------------------- | ------------------------------------ | ------------------------------------ |
| Merano 2013  | Paolo Bosco Joanne Kirsty Clifton  | Francesco Decandia Sabrina Lacconi   | Nicola Chianese Assunta Chianese     |
| Salou 2014   | Francesco Decandia Sabrina Lacconi | Vadim Garbuzov Kathrin Menzinger     | Anton Silantev Olga Akopova          |
| Vienna 2015  | Vadim Garbuzov Kathrin Menzinger   | Marco Camarlinghi Martina Minasi     | Marco Spadafora Edvige-Maria Bilotti |
| Kaunas 2016  | Donatas Vezelis Lina Chatkeviciute | Marco Spadafora Edvige-Maria Bilotti | Igor Potovin Daria Shevelilova       |
| Vienna 2017  | Vadim Garbuzov Kathrin Menzinger   | Bjorn Bitsch Ashli Williamson        | Valentin Lusin Renata Lusin          |
| Riga 2018    | Steeve Gaudet Marioara Cheptene    | Valentin Lusin Renata Lusin          | Kamil Kedra Aleksandra Fron          |
| Dresda 2019  | Bjorn Bitsch Ashli Williamson      | Valentin Lusin Renata Lusin          | Sean Smullen Aimie Leak              |
| 2020         | Edizione non disputata             | Edizione non disputata               | Edizione non disputata               |
| Leipzig 2021 | Valentin Lusin Renata Lusin        | Alexandru Ionel Patricija Ionel      | Domenico Aliberti Roberta Carbone    |
| Leipzig 2022 | Alexandru Ionel Patricija Ionel    | Sean Smullen Aimie Leak              | Stanislaw Wolyniec Katarzyna Tunska  |
| Leipzig 2023 | Matej Stec Elena Popova            | Alexandru Ionel Patricija Ionel      | Roeland Schelfhout Fauve Schelfhout  |

## Campionati del mondo Danze Latino-americane (Professionisti)
| Edizione               | Oro                                    | Argento                                | Bronzo                               |
| ---------------------- | -------------------------------------- | -------------------------------------- | ------------------------------------ |
| Lussemburgo 2011       | Alexey Silde Anna Firstova             | Andrey Prosvirnin Julia Rogozina       | Mikhail Solovyev Kristina Tsvetkova  |
| Leipzig 2012           | Zoran Plohl Tatsiana Lahvinovich       | Sergey Tatarenko Viktoria Tatarenko    | Mikhail Solovyev Kristina Tsvetkova  |
| Ostrava 2013           | Martino Zanibellato Michelle Abildtrup | Vladimir Karpov Mariya Tzaptashvilli   | Saverio Loria Zeudi Zanetti          |
| Horsens 2014           | Martino Zanibellato Michelle Abildtrup | Andrey Zaytsev Elizaveta Cherevichnaya | Evgeny Stepanov Alexandra Pakhmutova |
| Dresda 2015            | Andrey Zaytsev Anna Kuzminskaya        | Pavel Pasechnik Marta Arndt            | Vitaly Panteleev Angelina Nechkhaeva |
| Mosca 2016             | Andrey Zaytsev Anna Kuzminskaya        | Marts Smolko Tyna Bazykhina            | Vitaly Panteleev Angelina Nechkhaeva |
| Leipzig 2017           | Pavel Pasechnik Marta Arndt            | Marts Smolko Tyna Bazykhina            | Hou Yao Ting Zhuang                  |
| Shijiazhuang City 2018 | Gabriele Goffredo Anna Matus           | Marts Smolko Tyna Bazykhina            | Hou Yao Ting Zhuang                  |
| Bangkok 2019           | Gabriele Goffredo Anna Matus           | Marts Smolko Tyna Bazykhina            | Vincenzo Mariniello Sara Casini      |
| 2020                   | Edizione non disputata                 | Edizione non disputata                 | Edizione non disputata               |
| Leipzig 2021           | Gabriele Goffredo Anna Matus           | Marts Smolko Tyna Bazykhina            | Kirill Kolpashchikov Julia Remizova  |
| Leipzig 2022           | Gabriele Goffredo Anna Matus           | Andrea Silvestri Martina Varadi        | Cseke-Zsolt Sandor Malika Dzumaev    |
| Chisinau 2023          | Gabriele Goffredo Anna Matus           | Andrea Silvestri Martina Varadi        | Sergiu Maurster Anastasia Stan       |
| Budapest 2024          | Andrea Silvestri Martina Varadi        | Marts Smolko Tyna Bazykhina            | Sergiu Maurster Anastasia Stan       |

## Campionati del mondo Danze Latino-americane Senior I (Professionisti)
| Edizione            | Oro                                              | Argento                                          | Bronzo                                |
| ------------------- | ------------------------------------------------ | ------------------------------------------------ | ------------------------------------- |
| Monza 2010          | Andrea Leandri Maria Cristina Trevisiol          | Pepino Spicciati Maria Tiziana Ercoli            | Josè Maria Quintero Clara Plaza       |
| 2011                | Edizione non disputata                           | Edizione non disputata                           | Edizione non disputata                |
| Merano 2012         | Andrea Leandri Maria Cristina Trevisiol          | Roberto Hernandez Beatriz Perez                  | Herbert Schoepf Beatrix Schoepf       |
| Pieve di Cento 2013 | Andrea Leandri Maria Cristina Trevisiol          | Roberto Hernandez Beatriz Perez                  | Herbert Schoepf Beatrix Schoepf       |
| Rimini 2014         | Andrea Leandri Maria Cristina Trevisiol          | Salvatore Falcone Sonia Alessi                   | Gianfranco Galeone Biagina Calignano  |
| Lussemburgo 2015    | Mikko Kaasalainen Adrieen Fitori                 | Massimiliano-Danilo Andronaco Emanuela De-Franco | Carlo Romano Vera Sokolova            |
| Bertrange 2016      | Massimiliano-Danilo Andronaco Emanuela De-Franco | Salvatore Falcone Sonia Alessi                   | Hajime Kishida Yuko Kishida           |
| Bertrange 2017      | Marcin Szymutko Ksenia Yachenkova                | Mario Palermo Sara Mola                          | Daniele Badiali Maria-Roberta Santini |
| Bertrange 2018      | Antony-Boris Coppola Maria-Grazia Patti          | Aleksandr Krasnikov Regina Velberg               | Sergio Lourenco Catia Cerqueira       |
| Kosice 2019         | Jiri Hein Lucia Krncamova                        | Antony-Boris Coppola Maria-Grazia Patti          | Paolo Croce Arianna Rossi             |
| 2020                | Edizione non disputata                           | Edizione non disputata                           | Edizione non disputata                |
| Koper 2021          | Giuseppe Cassiba Federica re                     | Carlos Ferreira-de Almeida Sebestyen Beata       | Nicola Vajente Valentina Baggio       |

## Campionati del mondo Danze Latino-americane Senior II (Professionisti)
| Edizione         | Oro                                     | Argento                               | Bronzo                                |
| ---------------- | --------------------------------------- | ------------------------------------- | ------------------------------------- |
| Lussemburgo 2015 | Angelo Buzzi Alessandra Lanzi           | Antonello Nudo Rossana Cairo          | Oliviero Quatrini Anna-Maria Pavonio  |
| Bertrange 2016   | Andrea Leandri Maria-Cristina Trevisiol | Hajime Kishida Yuko Kishida           | Andrea Tozzi Isabella Galvan          |
| Bertrange 2017   | Andrea Leandri Maria-Cristina Trevisiol | Hajime Kishida Yuko Kishida           | Alex Endrizzi Ester Salerno           |
| Bertrange 2018   | Andrea Leandri Maria-Cristina Trevisiol | Alex Endrizzi Ester Salerno           | Vincenzo De-Simone Loredana Attanasio |
| Koper 2019       | Andrea Leandri Maria-Cristina Trevisiol | Vincenzo De-Simone Loredana Attanasio | Alex Endrizzi Ester Salerno           |

## Campionati del mondo Show Dance Latini Adulti (Professionisti)
| Edizione            | Oro                                | Argento                              | Bronzo                               |
| ------------------- | ---------------------------------- | ------------------------------------ | ------------------------------------ |
| Merano 2013         | Saverio Loria Zeudi Zanetti        | Vladimir Karpov Mariya Tzaptashvilli | Ilia Savinov Dana Zakirova           |
| Ostrava 2014        | Giacomo Lucchese Francesca Berardi | Vadim Garbuzov Kathrin Menzinger     | Marius Cristian Lepure Otlile Mabuse |
| Vienna 2015         | Vadim Garbuzov Kathrin Menzinger   | Vitaly Panteleev Angelina Nechkhaeva | Ivan Kudashev Ksenia Sokolova        |
| Vienna 2016         | Vadim Garbuzov Kathrin Menzinger   | Marco Cantanna Maria Richter         | Marco Zingarelli Ilaria Campana      |
| Vienna 2017         | Vadim Garbuzov Kathrin Menzinger   | Mikhail Shchepkin Anna Blakanova     | Marco Zingarelli Ilaria Campana      |
| Chelabynsk 2018     | Alexandr Shmonin Maria Shmonina    | Daniele Sargenti Uliana Fomenko      | Denis Kikhtenko Galina Akopian       |
| Usti Nad Laben 2019 | Alexandr Shmonin Maria Shmonina    | Marts Smolko Tyna Bazykina           | Marco Zingarelli Ilaria Campana      |
| 2020                | Edizione non disputata             | Edizione non disputata               | Edizione non disputata               |
| 2021                | Edizione non disputata             | Edizione non disputata               | Edizione non disputata               |
| Vienna 2022         | Andrea Silvestri Martina Varadi    | Vadim Garbuzov Kathrin Menzinger     | Dmitry Marchenko Anastasia Rybalko   |

## Campionati del mondo Dieci Danze (Professionisti)
| Edizione                    | Oro                                   | Argento                                     | Bronzo                               |
| --------------------------- | ------------------------------------- | ------------------------------------------- | ------------------------------------ |
| Milano 2012                 | Luca Bussoletti Tiasa Vulic           | Salvatore Caruso Concetta Cultrera          | Pavel Alexeevskiy Ekaterina Zhupleva |
| Roma 2013                   | Salvatore Caruso Concetta Cultrera    | Philipp Hanus Siri Kirchmann                | Marco Cuocci Provvidenza Gebbia      |
| Brasov 2014                 | Janick Loewe Pia Lundanes-Loewe       | Martin Dvorak Zuzana Silhanova              | Steve Gaudet Marioara Cheptene       |
| Boblingen 2015              | Steeve Gaudet Marioara Cheptene       | Pavel Lopatin Olga Lillo                    | Misa Cigoj Nika Bagon                |
| Leipzig 2016                | Anton Belyayev Antoaneta Popova       | Pavel Lopatin Olga Lillo                    | Alexis Bergeon Johanna Rivier        |
| Marsiglia 2017              | Bjorn Bitsch Ashli Williamson         | Alexis Bergeon Johanna Rivier               | Michal Drha Klara Zamecnikova        |
| Vila Nova de Famalicao 2018 | Bjorn Bitsch Ashli Williamson         | Mario Cecinati Rosaria Messina-Denaro       | Nikolaj Lund Marta Kocik             |
| Vila Nova de Famalicao 2019 | Bjorn Bitsch Ashli Williamson         | Mario Cecinati Rosaria Messina-Denaro       | Nikolaj Lund Marta Kocik             |
| 2020                        | Edizione non disputata                | Edizione non disputata                      | Edizione non disputata               |
| Cagliari 2021               | Mario Cecinati Rosaria Messina-Denaro | Viktor Szabo Vanja Vulic                    | Jacopo Casotto Patricia Martinez     |
| Hradec Kralove 2022         | David Odstrcil Tara Bohak             | Viktor Szabo Vanja Vulic                    | Andrii Kamyshnyi Karina Shpakovskaya |
| Zagabria 2023               | Viktor Szabo Vanja Vulic              | Michele Albigese Anelise-Christiana Isaincu | Matej Stec Elena Popova              |
| Kosice 2024                 | Matej Stec Elena Popova               | Earle Williamson Veronika Myshko            | Mark Ziv Marina Odikadze             |